# Bazylika Santissimo Salvatore w Pawii
Bazylika Santissimo Salvatore (Bazylika Najświętszego Zbawiciela) – rzymskokatolicki kościół w Pawii pod wezwaniem Najświętszego Zbawiciela. Jest kościołem parafialnym parafii Santissimo Salvatore. Administracyjnie należy do diecezji Pawii.
Ufundowany w połowie VII wieku przez króla Longobardów, Ariperta I jako kaplica grobowa dla niego i jego następców. W II połowie X wieku cesarzowa Świętego Cesarstwa Rzymskiego, Adelajda Burgundzka, osadziła w przykościelnym klasztorze benedyktynów, którzy na przełomie XV i XVI wieku zbudowali obecny kościół, nadając mu formy przejściowe od gotyku do renesansu.
Kościół nosi zwyczajowy tytuł bazyliki. Potocznie nazywany jest San Mauro.

## Historia

### Pierwotny kościół
Kompleks kościelno-klasztorny San Salvatore po raz pierwszy wymienił Paweł Diakon w swojej Historii Longobardów, przypisując jego fundację królowi Longobardów Aripertowi I, panującemu w latach 653–661; według Diakona kościół był miejscem pochówku Ariperta i jego następców: Perktarita (zmarłego w roku 688), Kuninkperta (zmarłego w roku 700) i Ariperta II (zmarłego w roku 712). Kompleks kościelno-klasztorny został zbudowany poza murami miejskimi. Ufundowanie San Salvatore jako kościoła pogrzebowego odzwierciedlało ówczesną pozycję Pawii jako stolicy królestwa Longobardów; w latach 569–774 założono wewnątrz murów miejskich co najmniej 21 kościołów i klasztorów, z których 8 było fundacjami królewskimi. Kościół, nierozerwalnie związany z monarchią longobardzką, w epoce karolińskiej stopniowo tracił na znaczeniu. W tym czasie miejscem pochowków królewskich stał się Mediolan, ulubione miasto Karola Wielkiego, wymienione w jego testamencie jako jedna z trzech głównych siedzib biskupich w jego imperium. W 924 roku na Pawię najechali Węgrzy, a zakonnicy, ze względów bezpieczeństwa, zmuszeni byli opuścić klasztor. Około 962 roku cesarzowa Świętego Cesarstwa Rzymskiego, Adelajda Burgundzka postanowiła odbudować kościół i klasztor, osadzając w tym ostatnim benedyktynów i powierzając sprawy organizacyjne Majolowi, opatowi z Cluny. Dwie bulle papieża Jana XIII oraz różne przywileje, wydane przez Adelajdę i jej następców, Ottona II i Ottona III wyznaczyły nową strukturę instytucjonalną i własnościową klasztoru, które stały się podstawą jego potęgi gospodarczej między XI a XII wiekiem. Kolejne przywileje oraz liczne posiadłości gwarantowały klasztorowi dobrobyt nawet w okresie trudności między XIV a XV wiekiem. W 1436 roku papież Eugeniusz IV połączył klasztor San Salvatore z opactwem Santa Giustina w Padwie.

### Reforma benedyktyńska i budowa nowego kościoła
W 1451 roku z inicjatywy biskupa Ludovica Barba wprowadzono reformę duchowości benedyktyńskiej. W 1453 roku przeor opactwa San Sisto z Piacenzy przejął San Salvatore, rozpoczynając okres wielkiej rozbudowy i przekształcenia kompleksu kościelno-klasztornego. Z napisu na drzwiach kapituły wynika, iż prace te ukończono w roku 1467. Nie ma pewności, czy napis ten odnosi się do zakończenia wszystkich prac w całym zespole kościelno-klasztornym, czy tylko w kościele. Nie jest jasne, kiedy podjęto decyzję o budowie nowego kościoła. Wzniesiono go między 1497 rokiem a pierwszymi latami XVI wieku. Inauguracja ołtarza głównego w 1504 roku oznaczała zakończenie budowy nowego, renesansowego kościoła. Stary kościół rozebrano w 1511 roku. Nowy kościół został wzniesiony na planie krzyża łacińskiego jako świątynia trzynawowa z rzędem kaplic w nawach bocznych, z ośmioboczną kopułą (tzw. tiburium) nad skrzyżowaniem naw i parą kaplic po obu stronach prezbiterium. Kościół ten nawiązywał do tradycji wielkich budowli gotyckich połowy XV wieku, ale jego architektura okazała się dość innowacyjna, jeśli chodzi o formę i proporcje architektoniczne, równowagę przestrzenną i rozwiązania techniczne, których wyrazem stała się obszerna nawa główna, dominująca nad niskimi kaplicami. W 1585 roku do nowego kościoła przeniesiono szczątki króla Ariperta I i cesarzowej Adelajdy.
W pierwszej połowie XVIII wieku kompleks kościelno-klasztorny przeszedł gruntowną renowację, widoczną zarówno w dekoracjach kościoła, jak w detalach architektonicznych klasztoru, zwłaszcza w dużych oknach, wstawionych w celu lepszego doświetlenia cel na parterze, za arkadami krużganków. W 1782 roku klasztor został zniesiony, przechodząc pod jurysdykcję austriacką. W XIX wieku kompleks kościelno-klasztorny został przekazany na cele wojskowe. Po 1868 roku kościół stał się przedmiotem debaty w łonie służb konserwatorskich, której celem było ponownie otwarcie go dla kultu, co ostatecznie nastąpiło w 1900 roku wraz z wypłatą rekompensaty Ministerstwu Wojny, w gestii którego się znajdował. Kościół został odnowiony staraniem kardynała Agostina Riboldiego i 21 maja 1901 roku ponownie otwarty dla kultu. W 1929 roku stał się kościołem parafialnym. Klasztor natomiast do 1992 roku pozostawał w gestii wojska. Po jego wyprowadzce pojawiła się propozycja, promowana przez wszystkich księży parafialnych i rady duszpasterskie, przejęcia części kompleksu klasztornego, położonego najbliżej kościoła, przez parafię i adaptowania go na siedzibę Caritasu i ośrodek opieki duszpasterskiej.

## Architektura i wystrój wnętrza
Bazylika Najświętszego Zbawiciela należy do najbardziej interesujących zabytków miasta nie tylko z uwagi na architekturę, ukazującą przejście od gotyku do renesansu, ale także ze względu na bogaty wystrój wnętrza. Wystrój pochodzi z początku XVI wieku i ma charakter renesansowy: składają się na nie freski, groteskowe motywy, fryzy z aniołami, tonda i portrety mnichów na belkach, wyobrażenia proroków w absydzie i Doktorów Kościoła w lunetach.

### Prezbiterium
Kamienny ołtarz w prezbiterium został wyrzeźbiony i ozdobiony reliefami w 1504 roku przez Antonia da Novara. Dekorację malarską tej części kościoła stanowią freski z początku XVI wieku, przedstawiające proroków, Doktorów Kościoła i Ewangelistów oraz duże obrazy z końca XVII wieku. Drewniane stalle pochodzą z VIII wieku. 

### Kaplica San Benedetto
Kaplica San Benedetto, znajdująca się z lewej strony prezbiterium, jest poświęcona św. Benedyktowi. Fresk centralny przedstawia świętego w towarzystwie jego pierwszych uczniów, św. Placyda i św. Maura. Tematem ikonograficznym fresków na ścianach są epizody z życia świętego i jego cuda.

### Kaplica San Martino
Kaplica San Martino znajduje się z prawej strony prezbiterium i jest poświęcona św. Marcinowi, który spędził młodość w Pawii, gdzie również otrzymał wykształcenie i rozpoczął karierę wojskową. Tematem dekoracji malarskiej w lunetach i na ścianach są sceny z jego życia.

### Kaplica San Mauro
Kaplica San Mauro, piąta po prawej stronie, poświęcona jest św. Maurowi. Obrazy na ścianach kaplicy przedstawiają epizody z jego życia. Nieformalna nazwa bazyliki (San Mauro) nawiązuje do wyjątkowej czci, jakiej ten święty doznawał w Pawii.

### Kaplica San Maiolo
Kaplica San Maiolo, pierwsza w lewej nawie, poświęcona została św. Majolowi. Wystrój malarski, dzieło Bernardina Lanzaniego, stanowią epizody z życia świętego.

### Kaplica Sant’Antonio Abate
Kaplica Sant’Antonio Abate, czwarta w lewej nawie, poświęcona św. Antoniemu Opatowi, udekorowana została freskami przedstawiającymi sceny z jego życia, w tym kuszenie przez diabła.

## Klasztor
Kompleks klasztorny zbudowany jest głównie wokół dwóch czworokątnych dziedzińców, usytuowanych po zachodniej stronie kościoła. Pomiędzy zachodnią częścią kościoła a północnym dziedzińcem kompleksu znajduje się jeszcze jeden, niewielki klasztor. Na zachód od głównego krużganku znajduje się, poprzecznie usytuowany, budynek byłego refektarza. W południowej części obszaru położone są XIX-wieczne budynki, wykorzystywane jako warsztaty, magazyny i garaże. Wszystkie budynki kompleksu są dwukondygnacyjne, jedynie część zachodnia głównego klasztoru jest trzykondygnacyjna.